# Hadrosauroider
Hadrosauroidea är en klad eller superfamilj av fågelhöftade dinosaurier som innehåller "anknäbbs-dinosaurierna", eller hadrosauriderna, och deras närmsta släktingar. Många primitiva hadrosauroider, så som Ouranosaurus med ett segel på ryggen, räknades traditionellt som parafyletiska (onaturligt grupperade) "Iguanodontidae". Med hjälp av kladistiska analyser har den traditionella Iguanodontidae upplösts till en stor del, och antagligen innehåller den bara Iguanodon and och möjligtvis dess närmaste släktingar.

## Klassifikation

### Taxonomi
- †Superfamilj Hadrosauroidea
  - ?†Nanyangosaurus
  - ?†Jinzhousaurus
  - ?†Equijubus
  - ?†Shuangmiaosaurus
  - †Ouranosaurus
  - †Fukuisaurus
  - †Penelopognathus
  - †Altirhinus
  - †Eolambia
  - †Protohadros
  - †Probactrosaurus
  - †Familj Hadrosauridae

### Fylogeni
Kladogram efter Norman (2002) och Godefroit, Li & Shang (2005).
```
Hadrosauroidea

|--
Penelopognathus

|--+--
Altirhinus

|  `--
Eolambia

`--+--
Protohadros

   `--+--
Probactrosaurus

      `--
Hadrosauridae

         |--
Telmatosaurus

         `--+--
Bactrosaurus

            `--
Euhadrosauria

               |--
Hadrosaurinae

               `--
Lambeosaurinae
```